# Percezione del tempo
La percezione del tempo è un campo di studio della psicologia, della linguistica cognitiva e delle neuroscienze dedita all'analisi dell'esperienza soggettiva o del senso del tempo, che viene misurato basandosi sulla percezione della durata indeterminata e il dispiegarsi degli eventi di qualcuno. L'intervallo di tempo percepito tra due eventi successivi viene definito durata percepita. Sebbene non sia possibile sperimentare o comprendere direttamente la percezione del tempo di un'altra persona, tale percezione può essere studiata oggettivamente e inferita attraverso una serie di esperimenti scientifici. Alcune illusioni temporali aiutano ad esporre i meccanismi neurali sottostanti la percezione del tempo.

## Teorie
Sebbene ci siano diverse teorie e metodi per misurare in termini numerici i meccanismi di percezione del tempo del cervello, i seguenti sono alcuni esempi di queste teorie.
William J. Friedman (1993) tentò di confutare due teorie inerenti al senso del tempo:
- La teoria del punto di forza della memoria del tempo postula una cosiddetta traccia di memoria che persiste nel tempo e in base alla quale si potrebbe giudicare l'età di una data memoria (e quindi da quanto tempo si è verificato l'evento ricordato) in base a quanto è "forte" la traccia. Ciò è in conflitto con il fatto che i ricordi di eventi recenti possono svanire più rapidamente di quelli più lontani.
- Invece, la teoria del modello di inferenza, supporta l'idea che l'ora di un evento è dedotta dalle informazioni sulle relazioni tra l'evento in questione e altri eventi di cui si conosce la data od ora.

Un'altra teoria prevede il conteggio inconscio del cervello di "impulsi" durante un intervallo specifico, formando un cronometro biologico. Questa teoria afferma che il cervello può eseguire più cronometri biologici contemporaneamente a seconda del tipo di compito in cui si è coinvolti. La posizione di questi impulsi e in cosa consistono effettivamente questi impulsi non è però chiara. Questo modello è solo una metafora e non regge in termini di fisiologia o anatomia del cervello.
Inoltre, la percezione del tempo è di solito classificata in base a tre distinti intervalli a causa del fatto che diversi intervalli di durate vengono elaborati in diverse parti del cervello.
- Tempistica al secondo o tempistica in millisecondi
- Intervallo di temporizzazione o temporizzazione da secondi a minuti
- Tempismo circadiano

## Prospettive filosofiche
Il presente specioso è la durata del tempo in cui uno stato di coscienza è vissuto come se fosse calato nel presente. Il termine fu introdotto per la prima volta dal filosofo E. R. Clay nel 1882 (E. Robert Kelly), e fu ulteriormente approfondito da William James. James definì il presente specioso come "il prototipo di tutti i tempi concepiti ... e alla cui breve durata siamo tutti immediatamente e incessantemente sensibili". Nel suo Scientific Thought (1930), Charlie Dunbar Broad approfondì ulteriormente il concetto del presente specioso e considerò che esso può essere considerato l'equivalente temporale di un dato sensoriale. Il concetto fu anche adottato, sebbene diversamente, da Edmund Husserl e analizzato da Francisco Varela sulla base degli scritti di Husserl, Martin Heidegger e Maurice Merleau-Ponty. Sebbene vivesse prima di questi moderni filosofi, il maestro rabbino chassidico Nachman di Breslov (1772-1810) osservò che solo il giorno presente e il momento presente sono "reali" e asserì anche che una persona può dormire per quindici minuti e sognare che lui o lei aveva vissuto settant'anni.

## Prospettive neuroscientifiche
Sebbene la percezione del tempo non sia associata a un sistema sensoriale specifico, psicologi e neuroscienziati sostengono che gli esseri umani abbiano un sistema (o diversi sistemi complementari) che governa la percezione del tempo. La percezione del tempo sarebbe gestita da un sistema altamente distribuito che coinvolge la corteccia cerebrale, il cervelletto e i gangli della base. Un particolare componente, il nucleo soprachiasmatico, risulta responsabile del ritmo circadiano, mentre altri gruppi cellulari sembrano essere in grado di cronometrare tempi più brevi (ritmo ultradiano). La scienza ha dimostrato che le durate molto brevi (millisecondi) vengono elaborate da neuroni dedicati nelle prime parti sensoriali del cervello.
Il professor Warren Meck formulò un modello fisiologico per misurare il passare del tempo. Egli rintracciò la rappresentazione del tempo generata dall'attività oscillatoria delle cellule nella corteccia superiore, la cui frequenza di attività viene rilevata dalle cellule dello striato dorsale alla base del cervello anteriore. Il suo modello separava i tempi espliciti e i tempi impliciti. Il tempismo esplicito viene utilizzato per stimare la durata di uno stimolo mentre quello implicito viene utilizzato per valutare la quantità di tempo che separa uno stimolo da un evento imminente che dovrebbe verificarsi nell'immediato futuro. Queste due stime del tempo non coinvolgono le stesse aree neuroanatomiche. Ad esempio, spesso si verifica un tempismo implicito per raggiungere un compito motorio, che coinvolge il cervelletto, il lobo parietale sinistro e la corteccia premotoria sinistra. Il tempismo esplicito spesso coinvolge l'area motoria supplementare e la corteccia prefrontale destra.
Due stimoli visivi, all'interno del campo visivo di qualcuno, possono essere considerati con successo come simultanei fino a cinque millisecondi.

Nel noto saggio Brain Time, David Eagleman dichiara che vengono elaborate diversi tipi di informazioni sensoriali (uditive, tattili, visive, ecc.) a velocità diverse da diverse architetture neurali. Secondo Eagleman, il cervello deve imparare a superare queste disparità di velocità se vuole creare una rappresentazione temporalmente unificata del mondo esterno:
Alcuni esperimenti hanno dimostrato che i ratti possono stimare con successo un intervallo di tempo di circa 40 secondi, quando la loro corteccia cerebrale viene completamente rimossa.

## Tipi di illusioni temporali
Un'illusione temporale è una distorsione della percezione del tempo, che sarebbe un insieme di attività legate al tempo fra cui:
- la stima degli intervalli di tempo (ad es. "Quando hai visto il tuo medico di base per l'ultima volta?");
- la durata del tempo (ad es. "Quanto tempo stavi aspettando in studio?");
- il giudizio della simultaneità degli eventi.

### Esempi di illusioni temporali
- Effetto telescopio: le persone tendono a ricordare eventi recenti che si verificano più indietro nel tempo di quanto non fossero realmente o al contrario eventi distanti che si verificano più recentemente di quanto non abbiano realmente fatto.[18]
- Legge di Vierordt: degli intervalli di tempo più brevi tendono a essere sopravvalutati mentre quelli più lunghi tendono a essere sottovalutati.
- Gli intervalli di tempo associati a più cambiamenti possono essere percepiti come più lunghi rispetto a quelli in cui avvengono meno cambiamenti, e viceversa.
- La durata temporale percepita durante una determinata attività può risultare più breve di quello che è realmente.
- La lunghezza temporale percepita durante una determinata attività può allungarsi se questa viene interrotta.
- Gli stimoli uditivi possono risultare più duraturi degli stimoli visivi.[19][20]
- Le durate del tempo possono apparire più lunghe con una maggiore intensità di stimolo (ad es. Volume uditivo o tono)
- I giudizi di simultaneità possono essere manipolati da esposizioni ripetute a stimoli non simultanei.

### Effetto Kappa
L'effetto Kappa o dilatazione del tempo percettivo è una forma di illusione temporale verificabile mediante esperimento, in cui si ritiene che la durata temporale tra una sequenza di stimoli consecutivi sia relativamente più lunga o più corta del suo tempo reale trascorso, a causa della separazione spaziale/uditiva/tattile tra ogni stimolo consecutivo. L'effetto kappa può essere visualizzato quando si considera un viaggio fatto in due parti che impiegano lo stesso tempo. Tra queste due parti, il viaggio che copre una distanza maggiore può sembrare richiedere più tempo del viaggio che copre una distanza inferiore, anche se impiegano lo stesso tempo.

### Movimenti oculari e "cronostasi"
La percezione dello spazio e del tempo subisce distorsioni durante i rapidi movimenti oculari dei saccadi.
La cronostasi è un tipo di illusione temporale in cui la prima impressione in seguito all'introduzione di un nuovo evento o compito richiesto dal cervello sembra estendersi nel tempo. Ad esempio, la cronostasi si verifica temporaneamente quando si fissa su uno stimolo bersaglio, immediatamente dopo una saccade (ad es. Movimento rapido degli occhi). Ciò provoca una sopravvalutazione della durata temporale per la quale è stato percepito quello stimolo bersaglio (cioè lo stimolo postsaccadico). Questo effetto può estendere la durata apparente fino a 500 ms ed è coerente con l'idea che il sistema visivo modella gli eventi prima della percezione. [36] La versione più nota di questa illusione è nota come "illusione dell'orologio fermo", secondo cui la prima impressione di un soggetto del movimento di seconda mano di un orologio analogico, in seguito all'attenzione diretta (cioè, saccade) all'orologio, è la percezione di una frequenza di movimento della lancetta dei secondi più lenta del normale (la lancetta dei secondi dell'orologio potrebbe apparire temporaneamente bloccata in posizione dopo averla inizialmente guardata).
La presenza di cronostasi si estende oltre il dominio visivo nei domini uditivo e tattile. Nel dominio uditivo, si verificano cronostasi e sovrastima della durata quando si osservano gli stimoli uditivi. Un esempio comune è un evento frequente quando si effettuano chiamate telefoniche. Se, durante l'ascolto del segnale di linea del telefono, i soggetti di ricerca spostano il telefono da un orecchio all'altro, il periodo di tempo tra gli squilli appare più lungo. Nel dominio tattile, la cronostasi è persistita nelle materie di ricerca mentre raggiungono e afferrano gli oggetti. Dopo aver afferrato un nuovo oggetto, i soggetti sopravvalutano il tempo in cui la loro mano è stata in contatto con questo oggetto. In altri esperimenti, i soggetti che accendevano una luce con un pulsante erano condizionati a sperimentare la luce prima della pressione del pulsante.

### Effetto flash-lag
In un esperimento, ai partecipanti fu richiesto di fissare un simbolo "X" sullo schermo di un computer in cui un anello blu simile a una ciambella in movimento ha ripetutamente cerchiato il punto fisso "x". Occasionalmente, l'anello mostrava un lampo bianco per una frazione di secondo che si sovrapponeva fisicamente all'interno dell'anello. Tuttavia, quando fu chiesto ai partecipanti cosa avessero percepito, essi dichiararono di aver visto il lampo bianco in ritardo dietro il centro dell'anello mobile. In altre parole, nonostante le due immagini retiniche fossero effettivamente allineate spazialmente, l'oggetto lampeggiante seguiva in realtà un oggetto in continuo movimento nello spazio. Tale fenomeno fu nominato effetto flash-lag.
La prima spiegazione proposta, che fu battezzata ipotesi di "estrapolazione del movimento", vuole che il sistema visivo estrapoli la posizione di oggetti in movimento ma non oggetti lampeggianti quando tiene conto dei ritardi neuronali (vale a dire, il tempo di discrepanza tra l'immagine retinica e la percezione dell'osservatore del lampeggiamento oggetto). La seconda spiegazione proposta da David Eagleman e Sejnowski, chiamata l'ipotesi della "differenza di latenza", è che il sistema visivo elabora gli oggetti in movimento a una velocità maggiore rispetto agli oggetti in flash. Nel tentativo di confutare la prima ipotesi, David Eagleman ha condotto un esperimento in cui l'anello in movimento inverte improvvisamente la direzione per girare nell'altro modo mentre l'oggetto lampeggiato appare brevemente. Se la prima ipotesi fosse corretta, ci aspetteremmo che, immediatamente dopo l'inversione, l'oggetto in movimento venga osservato come in ritardo rispetto all'oggetto infiammato. Tuttavia, l'esperimento ha rivelato il contrario: immediatamente dopo l'inversione, l'oggetto lampeggiato è stato osservato come in ritardo rispetto all'oggetto in movimento. Questo risultato sperimentale supporta l'ipotesi della "differenza di latenza". Un recente studio cerca di conciliare questi diversi approcci identificando la percezione come un meccanismo di inferenza che mira a descrivere ciò che sta accadendo in questo momento.

### Il paradigma odd-ball
Gli esseri umani in genere sopravvalutano la durata percepita dell'evento iniziale e finale all'interno di un flusso di eventi identici.
L'effetto odd-ball può servire a una funzione di "allerta" evolutivamente adattata e coincide con le notizie di rallentamento del tempo in situazioni minacciose. L'effetto sembra essere più forte con le immagini che si espandono in termini di dimensioni sulla retina (o che, in altre parole, "incombono") o si avvicinano allo spettatore, e l'effetto può essere sradicato per gli odd-ball contraenti o percepito dallo spettatore come recedenti. L'effetto è anche ridotto o invertito con un odd-ball statica presentata tra un flusso di stimoli in espansione.
I primi studi sull'effetto odd-ball suggerirono che questa "dilatazione del tempo soggettiva" indotta dalle odd-ball amplierebbe la durata percepita degli stimoli delle odd-ball del 30-50%. Invece, seguenti ricerche riportarono che l'espansione sarebbe più lieve di circa il 10% o meno. Anche la direzione dell'effetto, indipendentemente dal fatto che lo spettatore percepisca un aumento o una diminuzione della durata, sembra dipendere dallo stimolo utilizzato.

### Inversione del giudizio sull'ordine temporale
Numerosi risultati sperimentali suggeriscono che, in particolari circostanze, i giudizi sull'ordine temporale delle azioni che precedono gli effetti possono essere invertiti. Alcuni esperimenti dimostrarono che i giudizi di simultaneità sensoriale possono essere manipolati dalla ripetuta esposizione a stimoli non simultanei. In un esperimento condotto da David Eagleman, un'inversione del giudizio sull'ordine temporale sarebbe stata indotta in soggetti esponendoli a conseguenti ritardi motori. Nell'esperimento, i soggetti giocarono a vari tipi di videogiochi. Gli sperimentatori scoprirono che vi era una differenza temporale tra i movimenti del mouse e il successivo feedback sensoriale. Ad esempio, risulta che uno dei soggetti sottoposti all'esperimento non abbia recepito un registro dei movimenti sullo schermo della durata massima di 150 millisecondi dopo aver spostato il mouse mentre giocava. I partecipanti al gioco si adattarono rapidamente al ritardo e si sentirono come se ci fosse meno ritardo tra il movimento del mouse e il feedback sensoriale. Quando gli sperimentatori annullarono il ritardo, i soggetti ebbero l'impressione che l'effetto sullo schermo fosse accaduto poco prima di poterlo gestire. Questo lavoro affronta il modo in cui i tempi percepiti degli effetti sono modulati dalle aspettative e la misura in cui tali previsioni sono rapidamente modificabili. In un esperimento condotto da Haggard e altri nel 2002, i partecipanti dovettero premere un pulsante che attivava un lampo di luce a distanza dopo un leggero ritardo di 100 millisecondi.[56] Impegnandosi ripetutamente in questo atto, i partecipanti si adattarono al ritardo (cioè, si adattarono a un accorciamento graduale nell'intervallo di tempo percepito tra la pressione del pulsante e la visione del lampo di luce). Gli sperimentatori mostrarono quindi immediatamente il lampo di luce dopo aver premuto il pulsante. In risposta, i soggetti spesso pensavano che il flash (l'effetto) si fosse verificato prima che il pulsante fosse premuto (la causa). Inoltre, quando gli sperimentatori ridussero leggermente il ritardo e la distanza spaziale tra il pulsante e il lampo di luce, i partecipanti affermarono di aver sperimentato l'effetto prima della causa.
Numerosi esperimenti suggeriscono anche che il giudizio sull'ordine temporale di una coppia di stimoli tattili liberati in rapida successione, uno per ogni mano, verrebbe pesantemente compromesso (cioè, riportato male) incrociando le mani sulla linea mediana. Tuttavia, i soggetti congeniti ciechi non hanno mostrato alcuna traccia di inversione del giudizio sull'ordine temporale dopo aver attraversato le braccia. Questi risultati suggeriscono che i segnali tattili accolti dai non vedenti congeniti sono ordinati in tempo senza essere riferiti a una rappresentazione visuospaziale. A differenza dei soggetti congeniti ciechi, i giudizi di ordine temporale dei soggetti ciechi ad esordio tardivo verrebbero alterati quando si incrociano le braccia in misura analoga ai soggetti non ciechi. Questi risultati suggeriscono che le associazioni tra segnali tattili e rappresentazione visuospaziale vengono mantenute una volta raggiunte durante l'infanzia. Alcuni studi di ricerca scoprirono anche che i soggetti mostrano un deficit ridotto nei giudizi tattili sull'ordine temporale quando le braccia venivano incrociate dietro la schiena rispetto a quando venivano incrociate di fronte.